# Allégorie (film, 1974)
Pour plus de détails, voir Fiche technique et Distribution.
Allégorie est un film français réalisé en 1974 par Christian Paureilhe présenté en festival en 1974 et sorti en 1975.

## Fiche technique
- Titre : Allégorie
- Réalisation : Christian Paureilhe
- Photographie : Jean-Luc Rosier et Christian Paureilhe
- Son : Jean-Clément Duval
- Montage : Claude Anné et Christian Paureilhe
- Musique : Marian Kouzan, Bob Brault et Alain Pewzner
- Production : Contrechamp
- Pays de production :  France
- Durée : 93 minutes
- Date de sortie :
  - France : 1974 (Festival de Thonon-les-Bains)
  - France : 5 novembre 1975

## Distribution
- Jean-Luc Boutté
- Sylvie Coste
- André Weinfeld
- Jean-Louis Leconte
- Robert Paureilhe
- Daniel Bart

## Sélection
- 1974 : Festival de Thonon-les-Bains